# Anaceratagallia fucata
Anaceratagallia fucata är en insektsart som beskrevs av Mitjaev 1971. Anaceratagallia fucata ingår i släktet Anaceratagallia och familjen dvärgstritar. Inga underarter finns listade i Catalogue of Life.